# Washington (Missouri)
Washington – miasto w Stanach Zjednoczonych, w stanie Missouri, w hrabstwie Franklin.